# Kulovec
Kulovec je priimek več znanih Slovencev:
- Dušan Kulovec, zborovski? pevec baritonist
- Franc Kulovec (1884—1941), rimskokatoliški duhovnik, politik in novinar
- Marjetka Kulovec, prva gluha doktorica znanosti v Sloveniji (2018)
- Mirjan Kulovec, gospodarstvenik, direktor Kolpe (n. GZS), častni občan Metlike